# Oskar Wickström (konstnär)
Oskar Cornelius Heinrich Wickström, född 25 juli 1910 i Tyskland, död 26 juli 1997 i Karlshamn, var en svensk målare. 
Han var son till dekorationsmålaren Oskar Wickström och Marie Grote och från 1942 gift med Inga Brita Elisabeth Sjögren samt bror till Åke Wickström. Han arbetade som yrkesmålare fram till 1940 innan han övergick till sitt konstnärskap. Han studerade vid Skånska målarskolan i Malmö 1948–1950 och 1952 samt genom självstudier under resor till Frankrike, Spanien och  Nordafrika. Tillsammans med Thure Wahlström och Thure Dahlbeck ställde han ut i Karlshamn 1949 som följdes upp med utställningar i Tranås och Svängsta. Han var representerad i Sveriges allmänna konstförenings vårsalong i Stockholm 1956 och han medverkade i en rad samlingsutställningar med provinsiell konst i olika Blekingestäder. Hans konst består av hamnbilder, landskapsskildringar utförda i olja eller akvarell. Wickström är representerad vid Siriusorden i Olofström.